# Hornblendyt

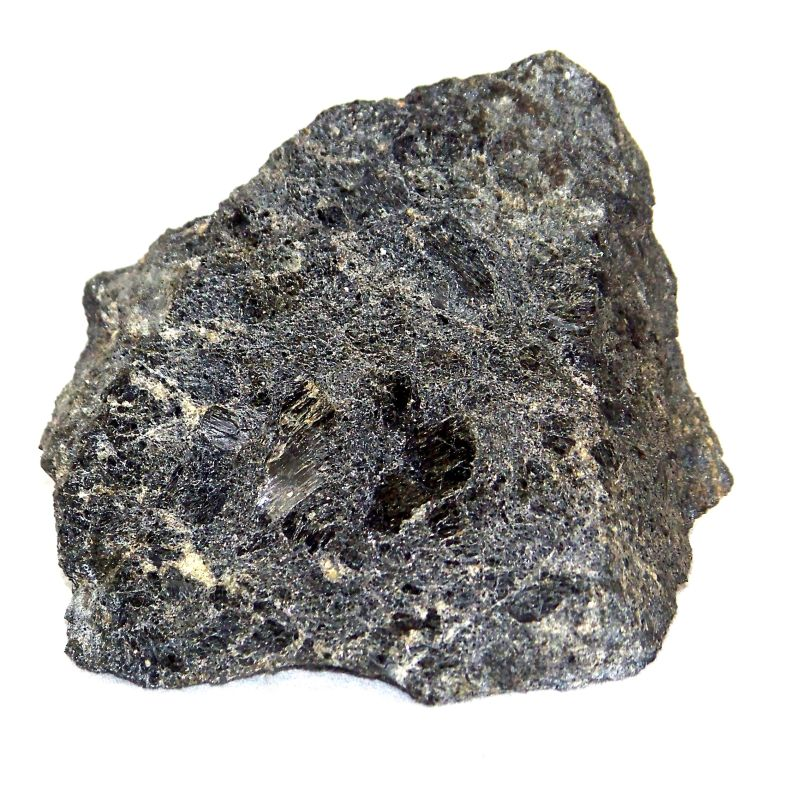
Hornblendyt apatytowy z Bystrzycy Górnej na Dolnym Śląsku. Jest to najstarsza skała magmowa w Polsce, datowana na 1,2 miliarda lat (mezoproterozoik).

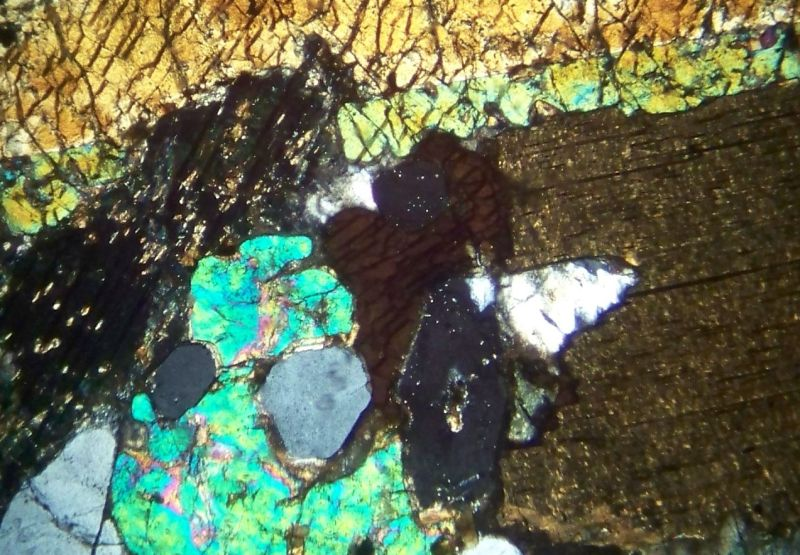
Szlif cienki hornblendytu apatytowego.

Hornblendyt – skała magmowa ultramaficzna (abysalna i hipabysalna) zbudowana wyłącznie z minerałów ciemnych. Nazwa pochodzi od składu mineralnego, została ona nadana w 1875 roku przez J.D. Dana.

## Charakterystyka

### Skład mineralny
Hornblendyty składają się w przeważającej części z amfiboli szeregu hornblendy – 90–100%. Ponadto w skład tej skały wchodzą pirokseny, apatyt, magnetyt, chromit, biotyt, hauyn, siarczki i nierzadko piropy. 

### Cechy zewnętrzne
Barwa: Hornblendyty najczęściej mają barwę czarną, ciemnoszarą. Zdarzają się rzadziej odmiany ciemnozielonkawe. Przełam ma nierówny, ziarnisty.

### Cechy wewnętrzne
Hornblendyt ma strukturę jawnokrystaliczną, grubo- i średniokrystaliczną. Tekstura jest bezładna, bywa kierunkowa i zawsze jest zbita. 

### Geneza
Powstaje wskutek dyferencjacji i krystalizacji z magmy gabrowej. Może powstać również poprzez amfibolityzację (uralityzację) piroksenów i oliwinów. Towarzyszy masywom piroksenitowym i perydotytowym. 

### Formy występowania
Zwykle tworzy pnie magmowe, apofizy lub soczewy w skałach ultramaficznych. Występuje także w brzeżnych częściach masywów gabrowych oraz w syenitach nefelinowych.

### Występowanie
W Polsce: w Bystrzycy Górnej k. Świdnicy w Górach Sowich; w Bielicach k. Stronia Śląskiego (Góry Bialskie).
Na świecie: Rosja (półwysep Kola, Ural); Kuba; Włochy (Turyn, Brescia, Adamello); Szkocja (wzgórze Garabal); Pireneje w Hiszpanii oraz Francji.

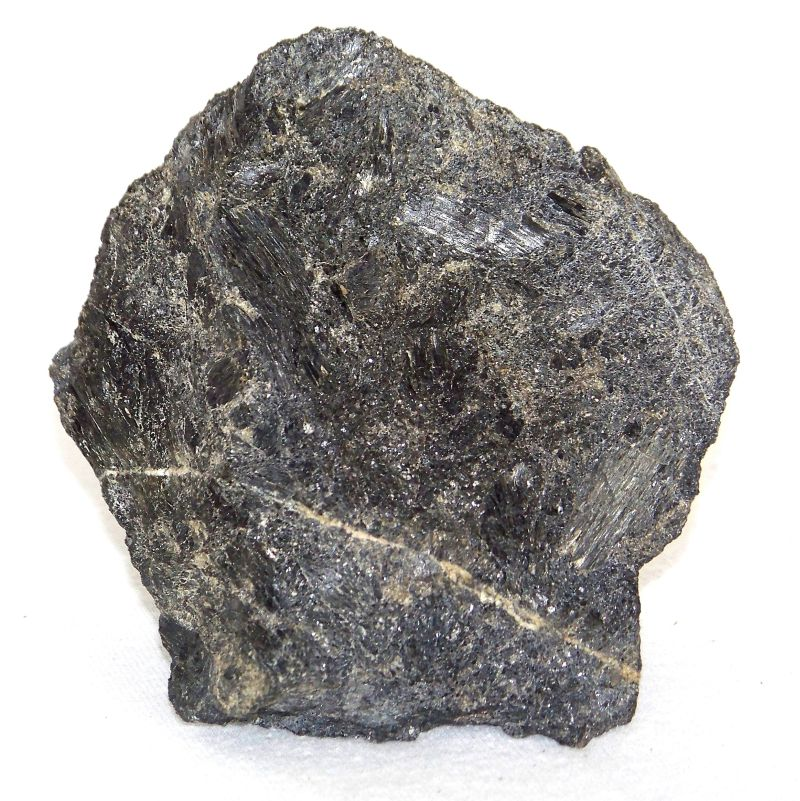
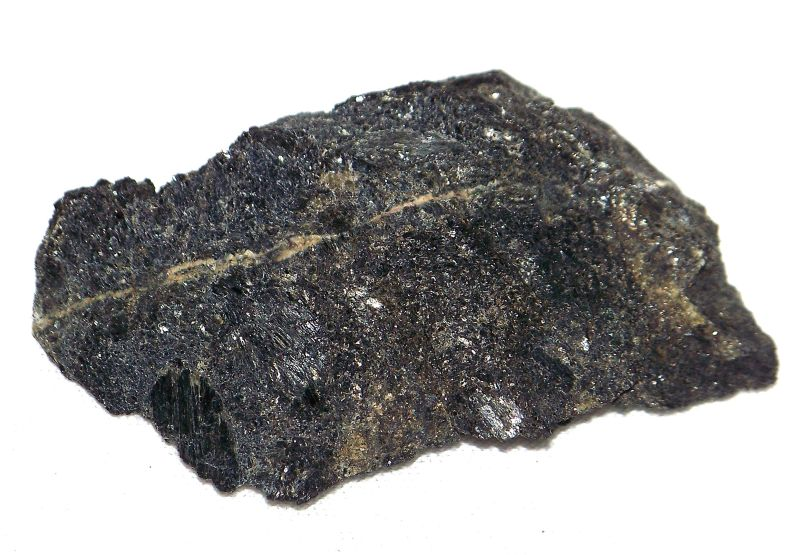

## Literatura
- A. Majerowicz, B. Wierzchołowski: Petrologia skał magmowych. Warszawa: Wydawnictwa Geologiczne, 1990. Brak numerów stron w książce
- W. Ryka, A. Maliszewska: Słownik Petrograficzny. Warszawa: Wydawnictwa Geologiczne, 1991. ISBN 83-220-0406-0. Brak numerów stron w książce (wyd. II popr. i uzup.)
- A. Bolewski, W. Parachoniak: Petrografia. Warszawa: Wydawnictwa Geologiczne. Brak numerów stron w książce